# Lucas Blondel
Lucas Blondel (Buenos Aires, 14 settembre 1996) è un calciatore argentino naturalizzato svizzero, difensore del Boca Juniors.

## Biografia
Nato in Argentina, suo padre Jean-Yves è un ex tennista svizzero.

## Carriera

### Club

#### Inizi
Nato a Buenos Aires, Blondel è entrato a far parte del settore giovanile dell'Atlético Rafaela nel 2004 all'età di sette anni. Ha debuttato in prima squadra il 2 giugno 2016, entrando in campo al posto di Nelson Benítez contro il Ferro Carril Oeste in Copa Argentina, incontro vinto 3-2 ai rigori. Il 30 aprile dell'anno seguente ha esordito in Primera División rimpiazzando Ángelo Martino contro l'Olimpo. Ha realizzato il suo primo gol da professionista il 18 febbraio 2018 in Primera B Nacional contro il Ferro Carril Oeste.

#### Tigre
Il 18 febbraio 2021 è stato acquistato dal Tigre con cui ha firmato un contratto di tre anni. Ha debuttato con il nuovo club il 20 febbraio in Copa Argentina contro l'Alvarado Alla sua prima stagione ha contribuito con tre gol in 28 partite alla promozione del club in Primera División. Ha realizzato la sua prima rete nella massima divisione l'11 febbraio 2022 in un pareggio per 1-1 contro il Godoy Cruz. Con i rossoblù ha collezionato complessivamente 98 presenze e 8 reti.

#### Boca Juniors
Il 20 luglio 2023 è stato acquistato dal Boca Juniors. Ha debuttato con la nuova maglia in occasione del match di Copa de la Liga Profesional vinto per 3-1 contro il Platense. Ha segnato il primo goal nel 3-0 con cui il Boca ha battuto, in trasferta, il Central Córdoba.
Nella seconda stagione ha iniziato a giocare con maggiore continuità e l'11 marzo 2024 ha realizzato una rete dalla distanza contro i rivali del Racing Club de Avellaneda. Due settimane più tardi si è procurato la rottura ai legamenti del ginocchio destro.

### Nazionale
Il 13 marzo 2025 viene convocato per la prima volta dalla Svizzera, nazionale delle sue origini. Esordisce con i crociati otto giorni dopo nell'amichevole pareggiata per 1-1 in casa dell'Irlanda del Nord.

## Statistiche

### Presenze e reti nei club
Statistiche aggiornate al 16 marzo 2025.
| Stagione                | Squadra                 | Campionato              | Campionato | Campionato | Coppe nazionali | Coppe nazionali | Coppe nazionali | Coppe continentali | Coppe continentali | Coppe continentali | Altre coppe | Altre coppe | Altre coppe | Totale | Totale |
| Stagione                | Squadra                 | Comp                    | Pres       | Reti       | Comp            | Pres            | Reti            | Comp               | Pres               | Reti               | Comp        | Pres        | Reti        | Pres   | Reti   |
| ----------------------- | ----------------------- | ----------------------- | ---------- | ---------- | --------------- | --------------- | --------------- | ------------------ | ------------------ | ------------------ | ----------- | ----------- | ----------- | ------ | ------ |
| 2016                    | Atlético Rafaela        | PD                      | 0          | 0          | CA              | 1               | 0               | -                  | -                  | -                  | -           | -           | -           | 1      | 0      |
| 2016-2017               | Atlético Rafaela        | PD                      | 6          | 0          | CA              | 2               | 0               | -                  | -                  | -                  | -           | -           | -           | 8      | 0      |
| 2017-2018               | Atlético Rafaela        | PBN                     | 22         | 1          | CA              | 2               | 0               | -                  | -                  | -                  | -           | -           | -           | 24     | 1      |
| 2018-2019               | Atlético Rafaela        | PBN                     | 14         | 0          | CA              | 1               | 0               | -                  | -                  | -                  | -           | -           | -           | 15     | 0      |
| 2019-2020               | Atlético Rafaela        | PBN                     | 19+2       | 3          | CA              | 0               | 0               | -                  | -                  | -                  | -           | -           | -           | 21     | 3      |
| 2020                    | Atlético Rafaela        | PBN                     | 7          | 1          | CA              | 0               | 0               | -                  | -                  | -                  | -           | -           | -           | 7      | 1      |
| Totale Atlético Rafaela | Totale Atlético Rafaela | Totale Atlético Rafaela | 68+2       | 5          |                 | 6               | 0               |                    | -                  | -                  |             | -           | -           | 76     | 5      |
| 2021                    | Tigre                   | PBN                     | 27+1       | 3          | CA              | 4               | 0               | -                  | -                  | -                  | -           | -           | -           | 32     | 3      |
| 2022                    | Tigre                   | PD                      | 26         | 1          | CA+CdL          | 0+17            | 0+3             | -                  | -                  | -                  | SA          | 1           | 0           | 44     | 4      |
| gen.-lug. 2023          | Tigre                   | PD                      | 18         | 0          | CA+CdL          | 0               | 0               | CS                 | 5                  | 1                  | -           | -           | -           | 23     | 1      |
| Totale Tigre            | Totale Tigre            | Totale Tigre            | 71+1       | 4          |                 | 21              | 3               |                    | 5                  | 1                  |             | 1           | 0           | 99     | 8      |
| lug.-dic. 2023          | Boca Juniors            | PD                      | -          | -          | CA+CdL          | 2+8             | 1+1             | CL                 | 0                  | 0                  | -           | -           | -           | 10     | 2      |
| 2024                    | Boca Juniors            | PD                      | 0          | 0          | CA+CdL          | 1+9             | 0+2             | CS                 | -                  | -                  | -           | -           | -           | 10     | 2      |
| 2025                    | Boca Juniors            | PD                      | 6          | 0          | CA              | 0               | 0               | CL                 | 1                  | 0                  | Cmc         | -           | -           | 7      | 0      |
| Totale Boca Juniors     | Totale Boca Juniors     | Totale Boca Juniors     | 6          | 0          |                 | 20              | 4               |                    | 1                  | 0                  |             | -           | -           | 27     | 4      |
| Totale carriera         | Totale carriera         | Totale carriera         | 148        | 9          |                 | 47              | 7               |                    | 6                  | 1                  |             | 1           | 0           | 202    | 17     |

### Cronologia presenze e reti in nazionale
| Cronologia completa delle presenze e delle reti in nazionale ― Svizzera | Cronologia completa delle presenze e delle reti in nazionale ― Svizzera | Cronologia completa delle presenze e delle reti in nazionale ― Svizzera | Cronologia completa delle presenze e delle reti in nazionale ― Svizzera | Cronologia completa delle presenze e delle reti in nazionale ― Svizzera | Cronologia completa delle presenze e delle reti in nazionale ― Svizzera | Cronologia completa delle presenze e delle reti in nazionale ― Svizzera | Cronologia completa delle presenze e delle reti in nazionale ― Svizzera |
| Data                                                                    | Città                                                                   | In casa                                                                 | Risultato                                                               | Ospiti                                                                  | Competizione                                                            | Reti                                                                    | Note                                                                    |
| ----------------------------------------------------------------------- | ----------------------------------------------------------------------- | ----------------------------------------------------------------------- | ----------------------------------------------------------------------- | ----------------------------------------------------------------------- | ----------------------------------------------------------------------- | ----------------------------------------------------------------------- | ----------------------------------------------------------------------- |
| 21-3-2025                                                               | Belfast                                                                 | Irlanda del Nord                                                        | 1 – 1                                                                   | Svizzera                                                                | Amichevole                                                              | -                                                                       | 68’                                                                     |
| 25-3-2025                                                               | San Gallo                                                               | Svizzera                                                                | 3 – 1                                                                   | Lussemburgo                                                             | Amichevole                                                              | -                                                                       | 66’                                                                     |
| 7-6-2025                                                                | Salt Lake City                                                          | Messico                                                                 | 2 – 4                                                                   | Svizzera                                                                | Amichevole                                                              | -                                                                       | 86’                                                                     |
| 10-6-2025                                                               | Nashville                                                               | Stati Uniti                                                             | 0 – 4                                                                   | Svizzera                                                                | Amichevole                                                              | -                                                                       | 65’                                                                     |
| Totale                                                                  |                                                                         | Presenze                                                                | 4                                                                       |                                                                         | Reti                                                                    | 0                                                                       |                                                                         |